# Władysława Seweryn-Spławska
Władysława Seweryn-Spławska (z domu Hermaszewska, primo voto Bieguńska) (ur. 27 grudnia 1910 w Małyńsku, zm. 14 listopada 2009 w Londynie) – polska działaczka harcerska w Wielkiej Brytanii. 

## Życiorys
Urodziła się w wielodzietnej rodzinie o silnych tradycjach patriotycznych, z harcerstwem związała się w 1928 w gimnazjum. W 1931 ukończyła gimnazjum handlowe w Równem. W kwietniu 1940 została zesłana do Kazachstanu, opuściła ZSRR w drugiej turze ewakuacyjnej z armią Andersa. Przez Pahlevi dostała się do Teheranu, gdzie została mianowana komendantką harcerek w Chorągwi Irańskiej. Prowadziła zajęcia harcerskie z młodzieżą ewakuowaną z ZSRR wraz z wojskiem. Po likwidacji polskiego ośrodka w Teheranie została przydzielona do Harcerskiej Chorągwi Junackiej w Palestynie. Od 1944 organizowała pracę w Wojskowej Szkole Młodszych Ochotniczek w Nazarecie, otrzymała wówczas mianowanie na harcmistrzynię. Po zakończeniu działań wojennych rozpoczęła studia w Szkole Pielęgniarskiej przy uniwersytecie amerykańskim w Bejrucie. Po zakończeniu misji brytyjskiej została ewakuowana do Wielkiej Brytanii, gdzie założyła rodzinę. W 1965 powróciła do pracy harcerskiej jako sekretarka Głównej Kwatery Harcerek, od 1974 przez dwa lata była sekretarzem generalnym Związku Harcerstwa Polskiego działającego poza granicami Kraju, od 1980 naczelniczką harcerek. Kolejne lata poświęciła pracy naukowej, doktoryzowała się na Wydziale Humanistycznym Polskiego Uniwersytetu Na Obczyźnie. W 1993 wydała książkę "Harcerki w ZHP", była członkiem korespondentem Polskiego Towarzystwa Naukowego na Obczyźnie.